# Артуро Алапе
Арту́ро А́лапе (ісп. Arturo Álape, псевдонім Карлоса Артуро Руїса ісп. Carlos Arturo Ruiz; *3 листопада 1938, Калі, Колумбія — 7 жовтня 2006, Богота, Колумбія) — колумбійський письменник, журналіст, історик, художник і сценарист.

## З життя і творчості
Народився в 1928 році у Калі.
Вивчав живопис в Інституті народної культури в Калі (1955-1959), але в середині 1960-х вирішив залишити мистецтво, щоб «повністю присвятити себе революційній агітації».
Член Комуністичної молоді, у середині 1965 року він виїхав з Боготи «в сільську місцевість для виконання політичних завдань». Через 3 роки, хворий на малярію, пішов з партизанського ополчення.
Свої перші кроки в літературі, якій він вирішив присвятити себе після повернення з джунглів, зробив як автор оповідань: у 1970 році він опублікував свою першу книгу La bola del monte. Після цього були ще три книги оповідань, п'єса, відзначена нагородами, і дві науково-популярні книжки, перш ніж він випустив свій перший роман «Пташина ніч» (Noche de pájaros) у 1984 році.
У 1970-х роках він узяв псевдонім Хакобо Пріас Алапе як данину пам'яті цьому комуністичному ватажку, який організував селянський опір на півдні Толіми в роки Ла Віоленсії, чиє вбивство стало відправною точкою збройного конфлікту в Колумбії. Як він сам пояснював: «У 61 році я поїхав до Радянського Союзу. Перебування там було таємним, тому що я пішов вивчати політику. Листи для моєї родини були підписані ім'ям Артуро Алапе».
Переконаний марксист, Артуро Алапе гостро відчував прихильність до партизанського руху і написав 2 біографії командира Мануеля Маруланди Велеса, Las vidas de Pedro Antonio Marín, Manuel Marulanda Vélez- Tirofijo (1989) і Tirofijo: los sueños y las montañas (1994). Також його перу належить низка інших репортажних і біографічних творів про людей і події колумбійського партизанського руху: El Bogotazo: Memorias del olvido (1983); Noche de pájaros (1984), El Bogotazo: La paz, la violencia. Testigos de excepción (1985) і El cadáver insepulto (2005).
Окрім прози, Алапе писав вірші, зібрані у 2004 році в книзі Luz en la agonía del pez. Разом із групою La Candelaria він був співавтором п'єси Guadalupe años sin cuenta, яка в своєму жанрі (драматургія) здобула премію Casa de las Américas 1976 року.
Замілітаризованість Алапе мала наслідком погрози в його бік, відтак декілька років письменник прожив у вигнанні, спочатку на Кубі, а потім у Німеччині. Він викладав у різних університетах, а останні роки життя присвятив переважно живопису.
У середині 1990-х у Алапе виявили лейкемію; він боротиметься з хворобою протягом десятиліття. Артуро Алапе помер у суботу, 7 жовтня 2006 року, провівши днв'ять днів у клініці Jorge Piñeros Corpas на півночі Боготи. 

## Вибрана бібліографія
Оповідання
- La bola del monte, 1970
- Las muertes de Tirofijo, Ediciones Abejón Mono, Bogotá, 1972
- Relatos, 1985
- Conversación con la ausencia y otros relatos, Seix Barral, Bogotá, 2007

Нон-фікшнбіографічна, репортажна, публіцистична література
- Diario de un guerrillero, Ediciones Abejón Mono, 1970
- Un día de septiembre: testimonio del paro cívico 1977, Ediciones Armadillo, Bogotá, 1980
- El Bogotazo: memorias del olvido, Fundación Universidad Central, Bogotá, 1983
- La paz, la violencia: testigos de excepción, Planeta, Bogotá, 1985
- Las vidas de Pedro Antonio Marín, Manuel Marulanda Vélez, Tirofijo, Planeta, 1989
- Tirofijo: los sueños y las montañas 1964-1984, 1994
- Ciudad Bolívar: la hoguera de las ilusiones, Planeta, Bogotá, 1995
- Río de inmensas voces: ...y otras voces, Temas de Hoy, Bogotá, 1997
- Manuel Marulanda, Tirofijo : Colombia : 40 años de lucha guerrillera, Txalaparta, 2000
- Yo soy un libro en prisión, crónicas, Intermedio, Bogotá, 2002
- La Ciudad Bolívar de los jóvenes, Planeta, Bogotá, 2006

Романи
- El cadáver de los hombres invisibles, Ediciones Alcaraván, Bogotá, 1979
- Noche de pájaros, Planeta, Bogotá, 1984
- Julieta: los sueños de las mariposas, Planeta, Bogotá, 1994
- Mirando al final del alba, Espasa, 1998
- Sangre ajena, Planeta, Bogotá, 2000
- El cadáver insepulto, Seix Barral, Bogotá, 2005

У співавторстві
- La eterna historia del yo no fui: el cuento de los auxilios, 1993 (разом з Карлосрм Алонсо Лусіо)
- Frida Kahlo: miradas en el espejo 2004 (разом з Карлосом Монтальво)

Дитяча література
- El caimán soñador, Panamericana Editorial, 2003
- El caballo y su sombra, Panamericana Editorial, 2003

Поезія
- Luz en la agonía del pez, poesía, San Librario, 2004

## Нагороди та відзнаки
- премія Casa de las Americas 1976 року як співавтору п'єси Гваделупе Guadalupe años sin cuenta
- Національна журналістська премія імені Симона Болівара 1999 року за найкращий журналістський репортаж
- Почесний доктор Університету дель Вальє (2003)
- Великий хрест, нагорода Хосе Асеведо-і-Гомеса, присуджена Радою Боготи (2006)